# Kama (vapen)

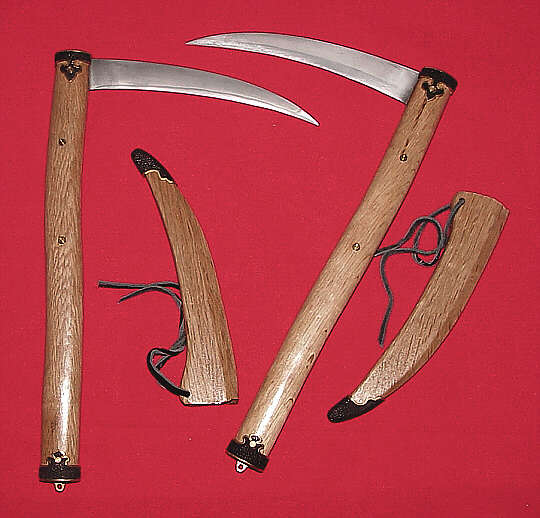
Kama

Kama är ett japanskt och okinawanskt vapen, som ser ut som skörderedskapet skära, fast bladet är rakare. Samma typ av vapen fast med modifikationer är kusarigama. Kama används kanske främst i Ryukyu kobujutsu.
Kaman används också som skörderedskap.